# Делта (окръг, Тексас)
Вижте пояснителната страница за други значения на Делта.
Окръг Делта (на английски: Delta County) е окръг в щата Тексас, Съединени американски щати. Площта му е 720 km², а населението - 5327 души (2000). Административен център е град Купър.